# Уокер-Ривер
Уокер-Ривер (англ. Walker River Indian Reservation) — индейская резервация северных пайютов, расположенная в центрально-западной части штата Невада, США.

## История
Первоначально правительство США хотело поселить агаидокадо вместе с другими группами северных пайютов в резервации Пирамид-Лейк, но вожди этой группы не согласились и добились учреждения резервации на их традиционной земле. Уокер-Ривер была создана в 1874 году указом президента Улисса Гранта. Позднее там поселились паквидокадо, ещё одна группа северных пайютов.
На территории резервации, в городе Шурц, находится могила пророка Вовоки, основателя мессианского движения Пляска Духа. 

## География
Резервация расположена в центрально-западной части штата Невада, вдоль реки Уокер, между городом Йерингтон и озером Уокер (на языке северных пайютов — Хаги). Основная часть резервации, более 72 %, находится в округе Минерал, другие части — в округе Лайон (14,37%) и округе Черчилл (12,95 %).
Общая площадь резервации составляет 1 375,531 км², из них 1 367,747 км² приходится на сушу и 7,784 км² — на воду. Административным центром резервации является статистически обособленная местность Шурц.

## Демография
По данным переписи населения 2000 года, численность постоянного населения Уокер-Ривер составляла 853 человека.
По данным федеральной переписи населения 2010 года, в резервации проживало 746 человек. Согласно федеральной переписи населения 2020 года в резервации проживало 814 человек, насчитывалось 365 домашних хозяйств и 385 жилых домов. Средний возраст, проживающих в Уокер-Ривер, составлял 31,3 года. Средний доход на одно домашнее хозяйство в индейской резервации составлял 34 196 долларов США. Около 35,5 % всего населения находились за чертой бедности, в том числе 56,5 % тех, кому ещё не исполнилось 18 лет, и 11,9 % старше 65 лет.
Расовый состав распределился следующим образом: белые — 68 чел., афроамериканцы — 3 чел., коренные американцы (индейцы США) — 676 чел., азиаты — 0 чел., океанийцы — 0 чел., представители других рас — 5 чел., представители двух или более рас — 62 человека; испаноязычные или латиноамериканцы любой расы составили 98 человек. Плотность населения составляла 1,05 чел./км².